# Clemente de Althaus Dartnell
Clemente de Althaus Dartnell (Barranco, 19 de mayo de 1877 - San Isidro, 22 de julio de 1954), fue un banquero y diplomático peruano. Fue Presidente del Banco Central de Reserva del Perú de 1949 a 1951.

## Biografía
Su padre fue el diplomático Emilio de Althaus y Flores del Campo, hijo del barón Clemente de Althaus de Hesse y María Manuela Flores del Campo y Tristán. Su madre fue María Luisa Dartnell Guisse, hija del cónsul británico John Loder Dartnell y de María Mercedes Carlota  Guisse Valle-Riestra. Descendiente del prócer Martin Guisse, su hermano fue el diplomático Emilio Althaus Dartnell y sus tíos fueron los escritores Clemente Althaus y Flores y Flora Tristán. 
Se casó con Lydia Canali Vilain, con quien tuvo un hijo, Emilio de Althaus Canali, padre del periodista Jaime de Althaus Guarderas.
Estudió en París, en el Lycée Janson de Sailly. Ingresó al comercio en 1895, siendo gerente de la Compañía Gas Acetileno, en 1900, y de la Compañía de Comercio La Benefactora, en 1905. Ingresó al servicio diplomático de la República, siendo designado cónsul en Cardiff, en Southampton y en Génova, de 1908 a 1914, durante los gobiernos de Augusto Leguía y Guillermo Billinghurst.
En 1915, fue representante, luego subdirector y, finalmente, director del Banque Français et Italianne pour l'Amerique du Sud (Banco Francés e Italiano para Sudamérica), en Porto Alegre (São Paulo) y en Montevideo, hasta 1926. 
Desde 1937, fue gerente del Banco Central de Reserva y desde 1942, fue vicepresidente y gerente general durante la administración de Francisco Tudela y Varela. En 1949, Tudela renunció por motivos de salud y él, a propuesta de Francisco Echenique Bryce, lo sucedió en la Presidencia del Banco, hasta que se jubiló en 1951 y el directorio del banco designó como su sucesor a Alcides Velarde, en 1952. Asimismo, fue presidente honorario de la Sociedad Numismática del Perú.
Falleció en San Isidro, Lima, el 22 de julio de 1954, y fue enterrado en el Cementerio Presbítero Maestro.